# Machault (tổng)
Tổng Machault là một tổng ở tỉnh Ardennes trong vùng Grand Est.
Tổng này được tổ chức xung quanh Machault ở quận Vouziers. Độ cao trung bình là 126 m.

## Hành chính
| Giai đoạn | Ủy viên          | Đảng | Tư cách |
| --------- | ---------------- | ---- | ------- |
| 2004      | Dominique Guérin | UMP  |         |

## Các đơn vị hành chính
Tổng Machault gồm 14 xã với dân số 2 098 người (điều tra năm 1999, dân số không tính trùng)
| Xã                    | Dân số | Mã bưu chính | Mã insee |
| --------------------- | ------ | ------------ | -------- |
| Cauroy                | 194    | 08310        | 08092    |
| Chardeny              | 42     | 08400        | 08104    |
| Dricourt              | 87     | 08310        | 08147    |
| Hauviné               | 232    | 08310        | 08220    |
| Leffincourt           | 149    | 08310        | 08250    |
| Machault              | 437    | 08310        | 08264    |
| Mont-Saint-Remy       | 37     | 08310        | 08309    |
| Pauvres               | 187    | 08310        | 08338    |
| Quilly                | 65     | 08400        | 08351    |
| Saint-Clément-à-Arnes | 115    | 08310        | 08378    |
| Saint-Étienne-à-Arnes | 166    | 08310        | 08379    |
| Saint-Pierre-à-Arnes  | 69     | 08310        | 08393    |
| Semide                | 245    | 08400        | 08410    |
| Tourcelles-Chaumont   | 73     | 08400        | 08455    |

## Thông tin nhân khẩu
| 1962                                                     | 1968  | 1975  | 1982  | 1990  | 1999  |
| -------------------------------------------------------- | ----- | ----- | ----- | ----- | ----- |
| 2 367                                                    | 2 570 | 2 331 | 2 181 | 2 267 | 2 098 |
| Nombre retenu à partir de 1962 : dân số không tính trùng |       |       |       |       |       |